# 김수영 (1996년)
김수영(1996년 1월 8일 ~ )은 대한민국의 가수다. 2017년 EP 'BEHIND'로 데뷔했다.

## 학력
- 서울예술대학 실용음악 졸업

## 방송
- 포커스 : Folk Us (2020) - Top41(17위)
- 싱어게인3 (2023) - Top16

## 작곡
- 아이유 - 에필로그 (2021)